# ایگور دنیسوف
ایگور ولادمیروویچ دنیسوف (روسی: Игорь Владимирович Денисов؛ زادهٔ ۱۷ مهٔ ۱۹۸۴) بازیکن فوتبال اهل کشور روسیه است.
وی برای تیم ملی روسیه ۵۴ بازی انجام داده و ۰ گل به ثمر رسانده‌است. پست تخصصی این بازیکن نیز، هافبک است.